# Thymophylla
Genre
Thymophylla est une espèce de plante à fleurs de la famille des Asteraceae. Elle comprend certaines espèces autrefois placées dans le genre Dyssodia. 

## Liste d'espèces
Selon ITIS :
- Thymophylla setifolia var. setifolia Lag.
- Thymophylla acerosa (DC.) Strother
- Thymophylla aurea (Gray) Greene ex Britt.
- Thymophylla concinna (Gray) Strother
- Thymophylla micropoides (DC.) Strother
- Thymophylla pentachaeta (DC.) Small
- Thymophylla setifolia Lag.
- Thymophylla tenuiloba (DC.) Small
- Thymophylla tephroleuca (Blake) Strother

Selon Global Compositae Checklist :
- Thymophylla acerosa (DC.) Strother
- Thymophylla aurantiaca (Brandegee) Rydb.
- Thymophylla aurea (A.Gray)
- Thymophylla concinna (A.Gray) Strother
- Thymophylla gentryi (M.C.Johnst.) Strother
- Thymophylla gypsophila (B.L.Turner) Strother
- Thymophylla micropoides (DC.) Strother
- Thymophylla mutica (M.C.Johnst.) Strother
- Thymophylla pentachaeta (DC.) Small
- Thymophylla setifolia Lag.
- Thymophylla tenuifolia (Cass.) Rydb.
- Thymophylla tenuiloba (DC.) Small
- Thymophylla tephroleuca (S.F.Blake) Strother